# Morning
Morning (jap. 週刊モーニング, Shūkan Mōningu, auch Weekly Morning) ist ein japanisches Manga-Magazin, das sich an erwachsene Männer zwischen 20 und 40 Jahren richtet (Seinen).
Das Magazin erscheint wöchentlich beim Kōdansha-Verlag zu einem Preis von 280 Yen. Den Hauptteil des Magazins machen verschiedene Kapitel von Manga-Serien und Manga-Kurzgeschichten aus. Diese sind meist nicht besonders blutig oder sexlastig, sondern handeln vom Alltag moderner Geschäftsleute, Büroarbeiter oder Sport-Profis. Mit Vagabond findet sich allerdings zum Beispiel auch ein Samurai-Epos im Magazin.
Morning wurde 1982 gegründet. Während es bis zu den 2000ern mit einer Auflage von über einer Million noch eines der führenden Seinen-Magazine war, sinkt die Auflagenzahl seitdem stark. So hatte das Magazin 2005 nur noch eine Auflage von 460.000 Stück pro Ausgabe. Dies bedeutet einen Rückgang um mehr als 20 Prozent gegenüber dem Vorjahr.

## Veröffentlichte Manga-Serien

### Fortlaufend
- Billy Bat von Naoki Urasawa und Takashi Nagasaki
- Cesare von Fuyumi Sōryō
- Chi's Sweet Home von Konami Kanata
- Cooking Papa von Tochi Ueyama
- Fushigi na Shōnen von Kazumi Yamashita
- Haruka 17 von Sayaka Yamazaki
- Kinō Nani Tabeta? von Fumi Yoshinaga
- Ns’ Aoi von Ryō Koshino
- OL Shinkaron von Risu Akizuki
- Piano no Mori von Makoto Isshiki
- Toripan von Nanko Torino
- Vagabond von Takehiko Inoue
- Watashi wa Ai von Masaya Hokazono
- Zipang von Kaiji Kawaguchi

### Abgeschlossen / nicht mehr im Magazin
- Barber Habor von Maya Koikeda
- Be Free! von Tatsuya Egawa
- Black Jack ni Yoroshiku von Shūhō Satō
- Dragon Sakura von Norifusa Mita
- Eternal Sabbath von Fuyumi Sōryō
- Ikarus von Moebius und Jirō Taniguchi
- Kabachitare! von Kochi Takahiro und Tajima Takashi
- Kachō Shima Kosaku von Kenshi Hirokane
- Kurogane von Kei Toume
- Natsuko no Sake von Akira Oze
- Planetes von Makoto Yukimura
- Taishi Kakka no Ryōrinin von Mitsuru Nishimura und Hiroshi Kawasumi
- The Silent Service von Kaiji Kawaguchi
- Spirit of Wonder von Kenji Tsuruta
- Tetsuwan Girl von Tsutomu Takahashi
- U-31
- What's Michael? von Makoto Kobayashi